# Brabham BT56
Pour les articles homonymes, voir Brabham.
Chronologie des modèles (1987)
Brabham BT55 Brabham BT58
La Brabham BT56 est une monoplace de Formule 1 construite par l'écurie britannique Brabham Racing Organisation et engagée dans le cadre du championnat du monde de Formule 1 1987. Elle est pilotée par les Italiens Riccardo Patrese et Andrea De Cesaris. Patrese est remplacé par son compatriote Stefano Modena lors de la dernière manche de la saison, disputée en Australie.

## Historique
Pour 1987, l'écurie Brabham Racing Organisation engage une BT56 qui n'est qu'une évolution de la Brabham BT55 de 1986. En effet, Gordon Murray, le directeur technique, a quitté l'écurie à l'intersaison et Bernie Ecclestone, le patron de Brabham, envisage de vendre l'équipe. Elle s'en distingue par une longueur raccourcie, un réservoir plus haut, une nouvelle boîte de vitesses à six rapports et des suspensions à tirants inspirés de ceux de la Brabham BT49.
Néanmoins, la BT56 se révèle particulièrement peu fiable : souffrant de nombreux problèmes liés au moteur turbo BMW, elle ne rallie l'arrivée qu'à huit reprises sur trente-deux engagements. Andrea De Cesaris, le deuxième pilote de l'écurie, ne termine que deux courses lors de cette saison.
Pour autant, l'Italien termine troisième du Grand Prix de Belgique, après s'être qualifié treizième, à deux secondes de son équipier Riccardo Patrese, huitième des qualifications, et après être entré en contact avec René Arnoux lors du premier départ,.
Lors de l'épreuve belge, Bernie Ecclestone annonce être en contact avec Lamborghini et Nissan pour la revente de son écurie, dont le prix est fixée à 26 millions de dollars. Le constructeur italien n'est finalement pas intéressée par le rachat de Brabham, qui est alors une écurie de course aux infrastructures vieillissantes et qui ne dispose pas de soufflerie. Les projets de revente de l'équipe britannique provoquent la démission de John Gentry et David North, deux ingénieurs ayant participé à la conception de la BT56.
Il faut attendre la neuvième manche du championnat, le Grand Prix automobile de Hongrie, pour voir Riccardo Patrese marquer ses premiers points de la saison, l'Italien finissant cinquième de l'épreuve. Il monte enfin sur le podium du Grand Prix du Mexique, après avoir terminé troisième.
Pour la dernière manche de la saison, disputée en Australie, Patrese quitte l'écurie pour remplacer Nigel Mansell chez Williams F1 Team. Ecclestone recrute alors Stefano Modena, qui abandonne à cause de crampes survenues lors de la course.
Au terme du championnat, Brabham se classe huitième du championnat du monde des pilotes avec dix points. Riccardo Patrese termine treizième du championnat du monde des pilotes avec six points, tandis qu'Andrea De Cesaris est quatorzième avec quatre points. L'écurie est revendue à Alfa Romeo, qui choisit finalement de ne pas s'engager en Formule 1. Brabham revient en compétition en 1989.

## Résultats en championnat du monde de Formule 1
| Saison | Écurie                        | Moteur        | Pneus    | Pilotes           | Courses | Courses | Courses | Courses | Courses | Courses | Courses | Courses | Courses | Courses | Courses | Courses | Courses | Courses | Courses | Courses | Points inscrits | Classement |
| Saison | Écurie                        | Moteur        | Pneus    | Pilotes           | 1       | 2       | 3       | 4       | 5       | 6       | 7       | 8       | 9       | 10      | 11      | 12      | 13      | 14      | 15      | 16      | Points inscrits | Classement |
| ------ | ----------------------------- | ------------- | -------- | ----------------- | ------- | ------- | ------- | ------- | ------- | ------- | ------- | ------- | ------- | ------- | ------- | ------- | ------- | ------- | ------- | ------- | --------------- | ---------- |
| 1987   | Motor Racing Developments Ltd | BMW M12/13 L4 | Goodyear |                   | BRÉ     | SMR     | BEL     | MON     | DET     | FRA     | GBR     | ALL     | HON     | AUT     | ITA     | POR     | ESP     | MEX     | JAP     | AUS     | 10              | 8e         |
| 1987   | Motor Racing Developments Ltd | BMW M12/13 L4 | Goodyear | Riccardo Patrese  | Abd.    | 9e      | Abd.    | Abd.    | 9e      | Abd.    | Abd.    | Abd.    | 5e      | Abd.    | Abd.    | Abd.    | 13e     | 3e      | 11e     |         | 10              | 8e         |
| 1987   | Motor Racing Developments Ltd | BMW M12/13 L4 | Goodyear | Stefano Modena    |         |         |         |         |         |         |         |         |         |         |         |         |         |         |         | Abd.    | 10              | 8e         |
| 1987   | Motor Racing Developments Ltd | BMW M12/13 L4 | Goodyear | Andrea De Cesaris | Abd.    | Abd.    | 3e      | Abd.    | Abd.    | Abd.    | Abd.    | Abd.    | Abd.    | Abd.    | Abd.    | Abd.    | Abd.    | Abd.    | Abd.    | 8e      | 10              | 8e         |

Légende : ici 